# 小川英美
小川 英美（おがわ えいみ）は日本のAV女優。

## 作品
2003年
- 『新近親遊戯 淫母相姦 #05』（8月6日、グローバルメディアエンタテインメント）
- 『人妻恥悦旅行10』（12月26日、グローリークエスト）

2004年
- 『新近親遊戯 母と子[総集編]第参巻』（6月9日、グローバルメディアエンタテインメント）他出演:笠木小百合、木下優子、五木紘子、上原光子、青山ゆみ
- 『痴漢連絡船 狙われた美人妻』（9月16日、レイディックス）
- 『みせたがりの団地妻 小川英美 38歳』（9月17日、ルビー）
- 『友達のお母さんは綺麗』（9月20日、ホットエンターテイメント）他出演:紫彩乃、紅蘭、高倉梨奈
- 『人妻乱舞3時間 2』（9月24日、ロイヤルアート）他8名出演
- 『新近親遊戯～淫母相姦～』（9月30日、グローバルメディアエンタテインメント）
- 『団地妻 誰にも言えない3時間』（10月15日、ビッグモーカル）他出演:海老原しのぶ、神咲レイラ、真中優、桜井麻美、吉田ことみ、坪倉史歩

2005年
- 『真珠夫人たちの告白拾五』（2月8日、レイディックス）
- 『実録・近親相姦　特別豪華版　背徳の宴　母子姉妹乱交ペンション』（2月15日、レイディックス）他出演:竹村早織、末永桂子、萩原育子
- 『犯されたセールスレディー』（4月15日、マドンナ）他出演:林由美香、水沢ゆかり
- 『新近親遊戯～母と子～総集編　第参巻』（4月28日、グローバルメディアエンタテインメント）他出演:笠木小百合、木下優子、青山ゆみ、五木紘子、上原光子
- 『実録母子情交　三十路母　No2』（5月11日、グローバルメディア）他9名出演
- 『お姉さん愛好会ONEプレゼンツ 人妻痴女乱交』（5月25日、レイディックス）他多数出演
- 『VERTUAL 近親相姦 小川英美 41歳』（6月14日、センタービレッジ）
- 『熟露出』（6月25日、マドンナ）他出演:松葉まどか、財前礼子、梶原まゆ、林由美香
- 『熟・癒され保育園 4』（7月25日、マドンナ）他出演:松葉まどか、財前礼子
- 『熟女拘束イカせまくり地獄』（8月25日、マドンナ）他出演:財前礼子、松葉まどか、梶原まゆ、林由美香、水沢ゆかり
- 『熟女たちの痴漢体験スペシャル』（10月25日、レイディックス）他出演:葉山瑶子、河島杏里、竹村早織、月野真夜

2006年
- 『人妻不倫デート』（1月25日、レイディックス）
- 『熟女酒 二杯目』（4月21日、レイディックス）他出演:寺沢幸恵
- 『実録熟年女性性生活レポート　熟女たちの痴漢体験スペシャル』（6月9日、）他出演:葉山瑶子、河島杏里、竹村早織、月野真夜
- 『馬乗り熟女 第弐巻』（7月5日、グローバルメディアエンタテインメント）他15名出演
- 『背徳近親相姦 母と子の哀しき真実』（11月25日、マドンナ）他出演:岡田裕美
- 『熟女ポルチオ狂中出し7』（12月20日、リッチジャパン）

2007年
- 『真珠夫人たちの告白 総集編 淫乱症候群 参』（2月13日、レイディックス）他出演:野川美奈江、井川留美、村上このみ、浅倉こずえ
- 『実録近親相姦事件簿 1』（9月5日、チャンネル・ヴィ）他出演:早乙女唯、葉山瑤子、真島裕美
- 『熟女覚醒』（12月26日、リッチジャパン）他8名出演
- 『近親相姦中出し　四十路セレブなマダムは床上手　小川英美42歳』（12月28日、シネマブライト）

2008年
- 『働く熟女コレクション4時間』（4月30日、ビッグモーカル）他多数出演
- 『100人の巨乳熟女　熟乳百景』（12月31日、グローバルメディアエンタテインメント）他99名出演

2009年
- 『あなたの団地妻24人4時間』（11月7日、ルビー）

2010年
- 『エッチで優しい先生に思いっきり甘えまくり4時間』（1月7日、マドンナ）他10名出演
- 『射精まで平均時間7分48秒! 美熟女の極上×××でイカされちゃった俺。』（6月10日、グローバルメディアエンタテインメント）他多数出演